# Armand-Jérôme Bignon
Pour les articles homonymes, voir Bignon.
Armand-Jérôme Bignon (21 octobre 1711 à Paris - 8 mars 1772 à Paris) est un avocat français, bibliothécaire du roi et conseiller d'État, neveu de Jean-Paul Bignon.

## Biographie

### Famille
Membre de la famille Bignon, il épouse en août 1736 Marie Angélique Blanche Hue de Vermanoir (1719-1778), fille unique et héritière de Thomas Hue de Vermanoir, conseiller au parlement de Rouen, et de Madeleine Marguerite Françoise Boullays. De leur union naissent :
- Blanche Françoise Rosalie Bignon (1744-1777), qui épouse en 1762 Armand Thomas Hue de Miromesnil (1723-1796), alors premier président du parlement de Normandie et futur garde des Sceaux (1774-1787), veuf de Marie Louise du Hamel ;
- Jérôme-Frédéric Bignon (1747-1784).

Il est seigneur de l'Île Belle et d'Hardricourt. En 1764, il fait l'acquisition de la seigneurie de La Meauffe et du château de Saint-Gilles.

### Un grand commis de l'État
Il est avocat général au Grand Conseil en 1729, maître des requêtes de Soissons en 1737 et président au Grand Conseil en 1738. En 1743, à la mort de son frère, lui-même successeur de son oncle Jean-Paul Bignon, il est nommé bibliothécaire du roi. Il s’en démet en 1770 en faveur de son fils Jérôme-Frédéric. Il est nommé conseiller d’État en 1762. 
Enfin il exerce la charge de prévôt des marchands de Paris de 1764 à sa mort en 1772. C'est pendant son mandat que, lors des festivités  organisées pour le mariage du Dauphin et de Marie-Antoinette, au mois de mai 1770, eut lieu la catastrophe de la rue Royale qui coûta la vie à plusieurs centaines de personnes, probablement plus d'un millier, sans compter un nombre bien plus considérable de blessés. Or la municipalité était responsable de la police de la Seine et de ses quais. Tout Paris est indigné de le voir, trois jours après ce désastre, se montrer dans sa loge à l’Opéra, mais se venge par des chansons satiriques et des bons mots à son endroit  : on fait ainsi l’anagramme de ses noms. Ibi non rem, damna gero (je ne fais pas le bien, je fais le mal).
Par lettres patentes du 22 avril 1769, il avait été prévu de donner le nom de quai Bignon en l’honneur du prévôt des marchands de Paris en exercice à la voie parisienne actuellement connue sous le nom de quai Saint-Michel. 
Il est élu membre de l’Académie française en 1743 et de l’Académie des inscriptions en 1751. Armand Jérôme Bignon n'a jamais rien publié, mais il a laissé des mémoires contenant le récit d’un voyage en Espagne et en Italie : le manuscrit est conservé à la Bibliothèque nationale de France.
Ses traits restent fixés par le portrait que grave François Robert Ingouf d'après Hubert Drouais.